# Bóng đá tại Đại hội Thể thao Đông Nam Á 1991
Môn bóng đá nam tại Đại hội Thể thao Đông Nam Á 1991 diễn ra từ ngày 25 tháng 11 đến ngày 4 tháng 12 năm 1991 tại thủ đô Manila, Philippines. Có 7 đội tuyển tham dự. Đây là giải đấu đầu tiên có sự trở lại của bóng đá Việt Nam sau nhiều kỳ đại hội không tham dự.

## Địa điểm thi đấu
| Manila | Sân vận động Tưởng niệm Rizal | Sức chứa: 12.873 | Rizal Memorial Stadium |

## Các đội tuyển tham dự
- Indonesia
- Malaysia
- Myanmar
- Philippines
- Singapore
- Thái Lan
- Việt Nam

## Vòng bảng
Bảy đội tuyển được chia thành hai bảng đấu vòng tròn 1 lượt. Mỗi bảng chọn 2 đội xếp đầu vào bán kết.
|  | Đội bóng đi tiếp vào vòng trong |

### Bảng A
| Đội       | ST | T | H | B | BT | BB | HS | Đ |
| --------- | -- | - | - | - | -- | -- | -- | - |
| Thái Lan  | 2  | 1 | 1 | 0 | 4  | 0  | +4 | 3 |
| Singapore | 2  | 1 | 1 | 0 | 2  | 1  | +1 | 3 |
| Myanmar   | 2  | 0 | 0 | 2 | 1  | 6  | −5 | 0 |

| Singapore | 0–0 | Thái Lan |
| --------- | --- | -------- |
|           |     |          |

| Thái Lan | 4–0 | Myanmar |
| -------- | --- | ------- |
|          |     |         |

| Singapore            | 2–1 | Myanmar           |
| -------------------- | --- | ----------------- |
| Fandi Ahmad 21', 54' |     | Aung Than Toe 61' |

### Bảng B
| Đội             | ST | T | H | B | BT | BB | HS | Đ |
| --------------- | -- | - | - | - | -- | -- | -- | - |
| Indonesia       | 3  | 3 | 0 | 0 | 5  | 1  | +4 | 6 |
| Philippines (H) | 3  | 1 | 1 | 1 | 4  | 4  | 0  | 3 |
| Malaysia        | 3  | 1 | 0 | 2 | 2  | 4  | −2 | 2 |
| Việt Nam        | 3  | 0 | 1 | 2 | 3  | 5  | −2 | 1 |

| Indonesia               | 2–0 | Malaysia |
| ----------------------- | --- | -------- |
| Putro 11' · Putiray 22' |     |          |

| Philippines | 2–2 | Việt Nam               |
| ----------- | --- | ---------------------- |
|             |     | Nguyễn Văn Dũng ?', ?' |

| Indonesia  | 1–0 | Việt Nam |
| ---------- | --- | -------- |
| Darwis 35' |     |          |

| Philippines  | 1–0 | Malaysia |
| ------------ | --- | -------- |
| Fegidero 84' |     |          |

| Philippines | 1–2 | Indonesia                       |
| ----------- | --- | ------------------------------- |
| Rolando 17' |     | Hattu 67' (ph.đ.) · Putiray 87' |

| Malaysia                                    | 2–1 | Việt Nam            |
| ------------------------------------------- | --- | ------------------- |
| Azizol Abu Haniffah 21' · Matlan Marjan 84' |     | Nguyễn Văn Dũng 60' |

## Vòng đấu loại trực tiếp

### Nhánh đấu
|  | Bán kết          | Bán kết  |                  |       | Chung kết | Chung kết |
|  |                  |          |                  |       |           |           |
|  | 2 tháng 12       |          |                  |       |           |           |
|  |                  |          |                  |       |           |           |
|  | Thái Lan         | 6        |                  |       |           |           |
|  | Thái Lan         | 6        | 4 tháng 12       |       |           |           |
|  | Philippines      | 2        |                  |       |           |           |
|  | Philippines      | 2        | Indonesia (pen.) | 0 (4) |           |           |
|  | 2 tháng 12       |          | Indonesia (pen.) | 0 (4) |           |           |
|  |                  | Thái Lan | 0 (3)            |       |           |           |
|  | Indonesia (pen.) | Thái Lan | 0 (3)            | 0 (4) |           |           |
|  | Indonesia (pen.) |          |                  | 0 (4) |           |           |
|  | Singapore        | 0 (3)    |                  |       |           |           |
|  | Singapore        | 0 (3)    | Tranh hạng ba    |       |           |           |
|  |                  |          |                  |       |           |           |
|  | 4 tháng 12       |          |                  |       |           |           |
|  |                  |          |                  |       |           |           |
|  | Singapore        | 2        |                  |       |           |           |
|  | Singapore        | 2        |                  |       |           |           |
|  | Philippines      | 0        |                  |       |           |           |

### Bán kết
| Thái Lan                                                       | 6–2 | Philippines              |
| -------------------------------------------------------------- | --- | ------------------------ |
| Sayomchai 8', 18', 26', 36' · Kijmongkolsak 61' · Buspakom 77' |     | Bedia 45' · Fillamer 89' |

| Indonesia                                     | 0–0 (s.h.p.) | Singapore                              |
| --------------------------------------------- | ------------ | -------------------------------------- |
|                                               |              |                                        |
| Loạt sút luân lưu                             |              |                                        |
| Hattu · Suryaman · Heriansyah · Rochy Putiray | 4–2          | Borhan · Pathmanathan · Nasir · Shukor |

### Tranh huy chương đồng
| Philippines | 0–2 | Singapore                       |
| ----------- | --- | ------------------------------- |
|             |     | Abdullah Noor 29' · Nasir 45+1' |

### Tranh huy chương vàng
| Indonesia                                                  | 0–0 (s.h.p.) | Thái Lan                                                                 |
| ---------------------------------------------------------- | ------------ | ------------------------------------------------------------------------ |
|                                                            |              |                                                                          |
| Loạt sút luân lưu                                          |              |                                                                          |
| Hattu · Suryaman · Heriansyah · Ekodono · Putro · Sudirman | 4–3          | Buspakom · Khungkokekroad · Kijmongkolsak · Kunsut · Sayomchai · Pongjan |

## Nhà vô địch
| Vô địch Bóng đá nam SEA Games 1991 Indonesia Lần thứ hai |

## Bảng xếp hạng chung cuộc
| VT | Đội             | ST | T | H | B | BT | BB | HS | Đ | Kết quả cuối cùng   |
| -- | --------------- | -- | - | - | - | -- | -- | -- | - | ------------------- |
| 1  | Indonesia       | 5  | 3 | 2 | 0 | 5  | 1  | +4 | 8 | Huy chương vàng     |
| 2  | Thái Lan        | 4  | 2 | 2 | 0 | 10 | 2  | +8 | 6 | Huy chương bạc      |
| 3  | Singapore       | 4  | 2 | 2 | 0 | 4  | 1  | +3 | 6 | Huy chương đồng     |
| 4  | Philippines (H) | 5  | 1 | 1 | 3 | 6  | 12 | −6 | 3 | Hạng tư             |
|    |                 |    |   |   |   |    |    |    |   |                     |
| 5  | Malaysia        | 3  | 1 | 0 | 2 | 2  | 4  | −2 | 2 | Bị loại ở vòng bảng |
| 6  | Việt Nam        | 3  | 0 | 1 | 2 | 3  | 5  | −2 | 1 | Bị loại ở vòng bảng |
| 7  | Myanmar         | 2  | 0 | 0 | 2 | 1  | 6  | −5 | 0 | Bị loại ở vòng bảng |

## Danh sách huy chương
| Vàng | Bạc | Đồng |
| Indonesia | Thái Lan | Singapore |
| TM Eddy Harto TM Erick Ibrahim HV Ferril Hattu HV Herrie Setyawan HV Robby Darwis HV Aji Santoso HV Salahudin HV Sudirman HV Toyo Haryono TV Maman Suryaman TV Heriansyah TV Kas Hartadi TV Yusuf Ekodono TĐ Widodo Putro TĐ Peri Sandria TĐ Rochy Putiray TĐ Bambang Nurdiansyah TĐ Hanafing Huấn luyện viên: Anatoli Polosin | TM Chaiyong Khumpiam TM Wilat Nomjaroen HV Sumet Akarapong HV Sutin Chaikitti HV Surak Chaikitti HV Anun Punsan HV Suksun Kunsut HV Surachai Jaturapattarapong HV Attaphol Buspakom TV Natee Thongsookkaew TV Vorawan Chitavanich TV Charin Palsiri TV Pairote Pongjan TV Kosol Jantrachart TV Poomeat Hungsuwanakool TV Praphan Khungkokekroad TĐ Vitoon Kijmongkolsak TĐ Ronnachai Sayomchai TĐ Worrawoot Srimaka TĐ Surasak Tungsurat Huấn luyện viên: Carlos Roberto | TM David Lee TM Abdul Malek Mohamed HV Borhan Abdullah HV T. Pathmanathan HV Borhan Abu Samah HV Zulkifli Kartoyoho HV Ishak Saad HV Sudiat Dali TV Malek Awab TV D. Tokijan TV Hasnim Haron TV Mohd Saadi Sukor TV Nazri Nasir TV Saad Razali TV V. Selvaraj TĐ Fandi Ahmad TĐ V. Sundramoorthy TĐ Abdullah Noor Huấn luyện viên: Robin Chan |